# 10278 Virkki
10278 Virkki eller 1981 EW30 är en asteroid i huvudbältet som upptäcktes den 2 mars 1981 av den amerikanska astronomen Schelte J. Bus vid Siding Spring-observatoriet. Den är uppkallad efter Anne Virkki.
Asteroiden har en diameter på ungefär 3 kilometer.